# Castello di Aigle
Il castello di Aigle (château d'Aigle in francese) si trova nel comune di Aigle, nel Canton Vaud, Svizzera. Si tratta di un bene culturale d'importanza nazionale, la cui costruzione iniziò nel XII secolo. Attualmente ospita il museo della vigna e del vino.

## Storia
Il castello venne probabilmente eretto per la prima volta alla fine del XII secolo dai baroni di Aigle, vassalli dei Savoia. Delle antiche vestigia romane rinvenute nelle vicinanze testimoniano l'importanza delle vigne che ancora oggi circondano il castello. A partire dalla sua costruzione esso ebbe il compito di proteggere il borgo di Aigle e di sorvegliare in un punto strategico la valle del Rodano nel tratto dalla quale dipartiva la via verso il Pays-d'Enhaut e il Col du Pillon, tramite il quale si poteva raggiungere Berna. Inizialmente il castello non era chei una modesta fortificazione costituita da una torre quadrata simile a quella ancor oggi visibile sulla cima della collina di Saint-Triphon. Oggi non rimangono che pochissime tracce archeologiche di questa prima costruzione.
Nel 1232 i Savoia infeudarono il castello alla famiglia Saillon, apparentemente strettamente imparentata con quella dei baroni di Aigle. Questi trasformarono la struttura andando a modificare la forma della cinta muraria.
Il castello venne acquistato nel 1804 dal comune di Aigle che lo convertì in polo amministrativo e sanitario. In particolare, la struttura ospitò un ospedale sino al 1832. A partire dal 1971 si susseguirono una decina di interventi di restauro tesi alla conservazione del castello.